# Palacio de la Bárcena
El Palacio de la Bárcena son los vestigios del que fuera un magnífico conjunto de casa-torre, situado en la población de Ampuero (Cantabria, España). Posee una espléndida portalada con dos guerreros portando unos mazos y defendiendo el escudo familiar de los Espina, quienes lo habitaron a lo largo de cuatro siglos. Hasta hoy en día esta construcción se encuentra dividida, en mal estado de conservación, cercado por la expansión urbanística e incluso quedó dañada años atrás por un incendio. Aun así, conserva porte señorial y la apariencia de haber sido albergue de un influyente linaje. El recinto que tuvo muralla con tres torreones y almenas, contó con una capilla gótica que debió construirse en el siglo XVI.
Es muy probable que el emperador Carlos V pernoctara en el palacio en su camino al Monasterio de Yuste, en la provincia de Cáceres, en 1553.
La reconstrucción del palacio se ha iniciado a cargo del ayuntamiento de Ampuero. Algunos restos como: presas, compuertas o calces se sitúan en las inmediaciones del Palacio, lo cual abre la posibilidad de crear en este entorno un centro didáctico o parque temático sobre la actividad molinera.
El Palacio de la Bárcena, originalmente pertenece por tradición al titular del Ducado de Plata de la Bárcena, aunque en estos momentos la propiedad se encuentra bajo la administración del ayuntamiento de Ampuero.